# Zuidland
Zuidland est un village dans la commune néerlandaise de Nissewaard, dans la province de la Hollande-Méridionale. Le 1er janvier 2006, le village comptait 5 226 habitants.
Zuidland a été une commune indépendante jusqu'au 1er janvier 1980. À cette date, la commune fusionne avec celles de Geervliet, Heenvliet, Oudenhoorn et Abbenbroek pour former la nouvelle commune de Bernisse.

## Galerie

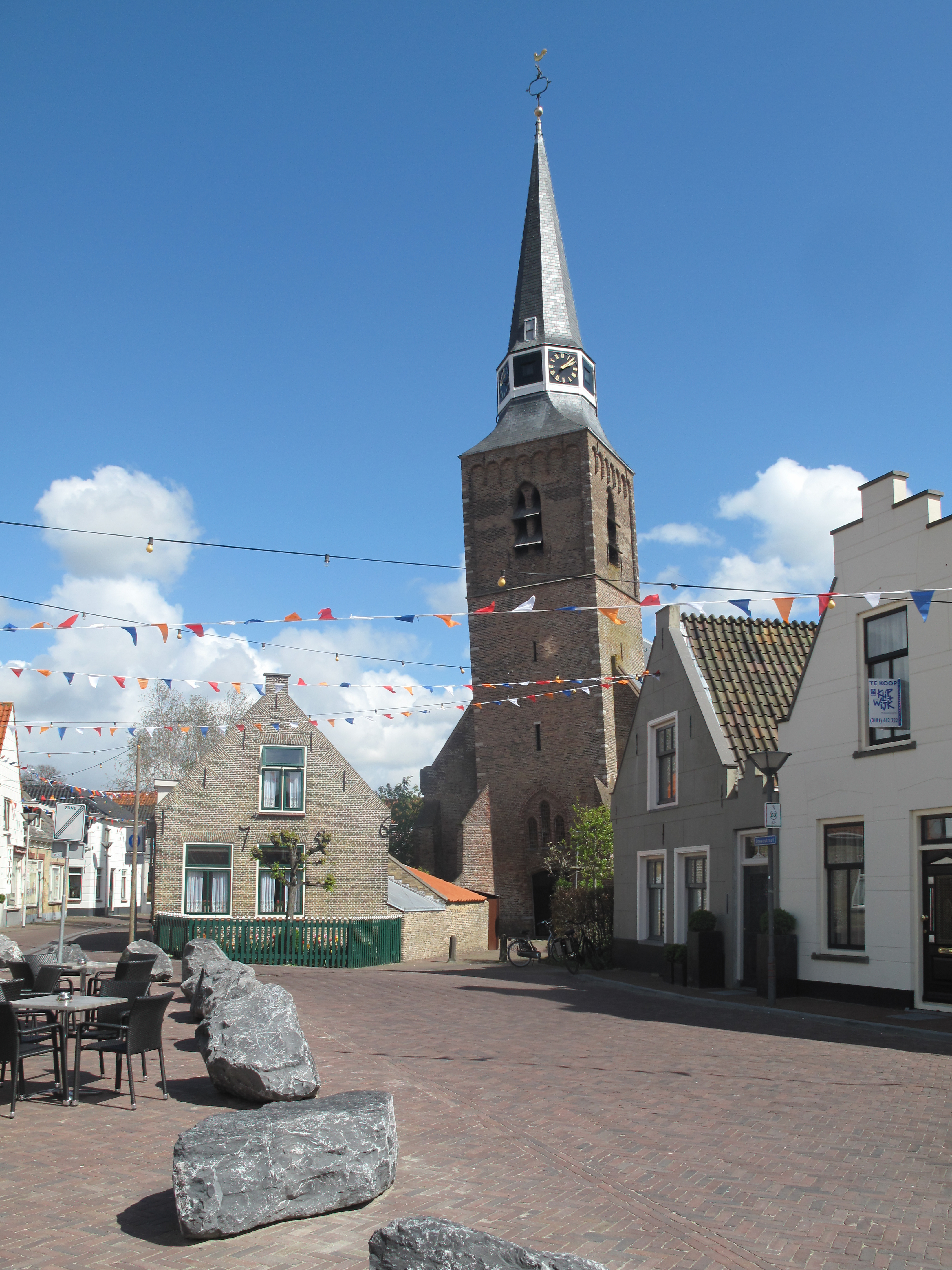
Zuidland, église: de Bartholomeüskerk
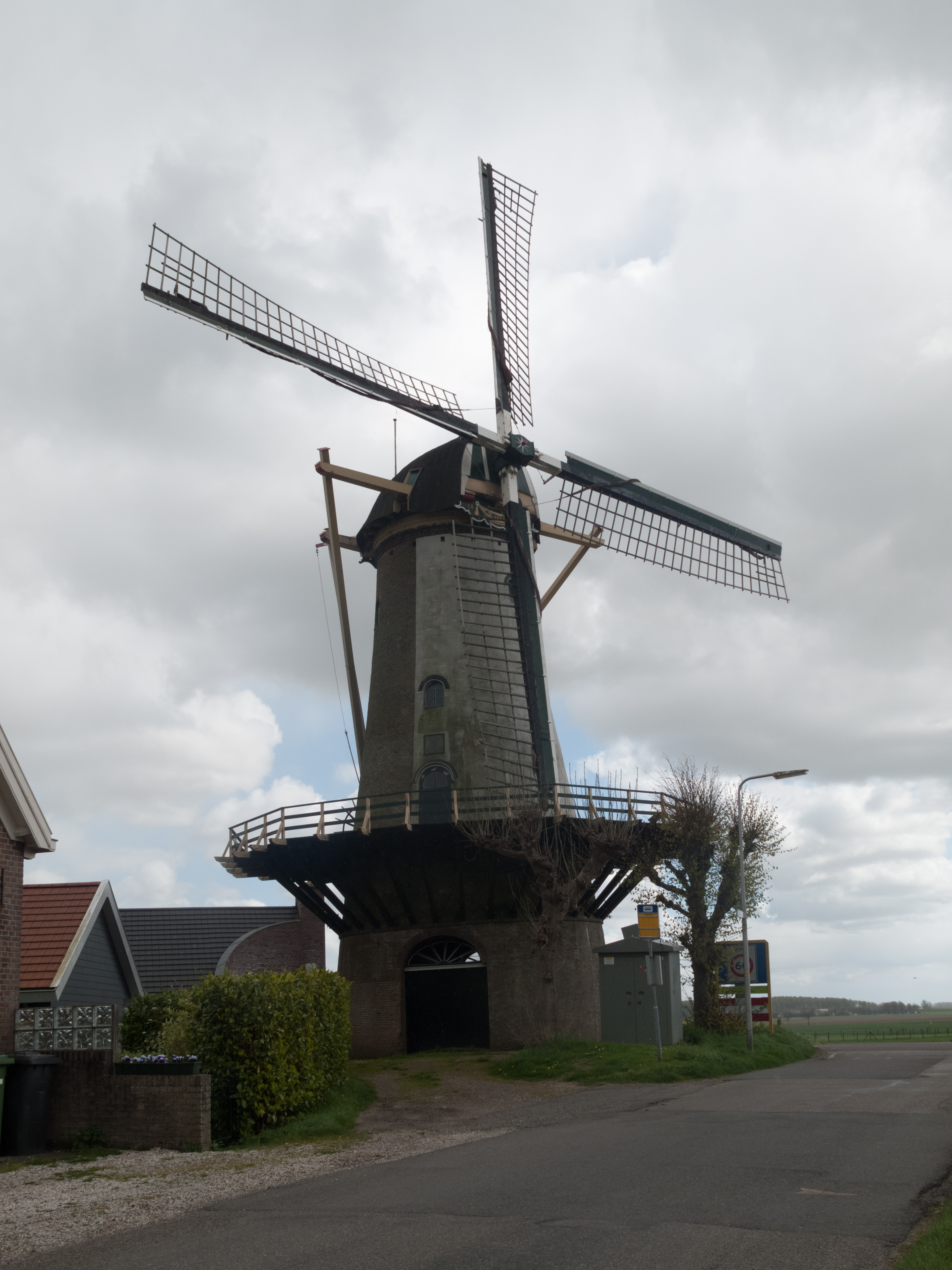
Zuidland, moulin: korenmolen de Arend
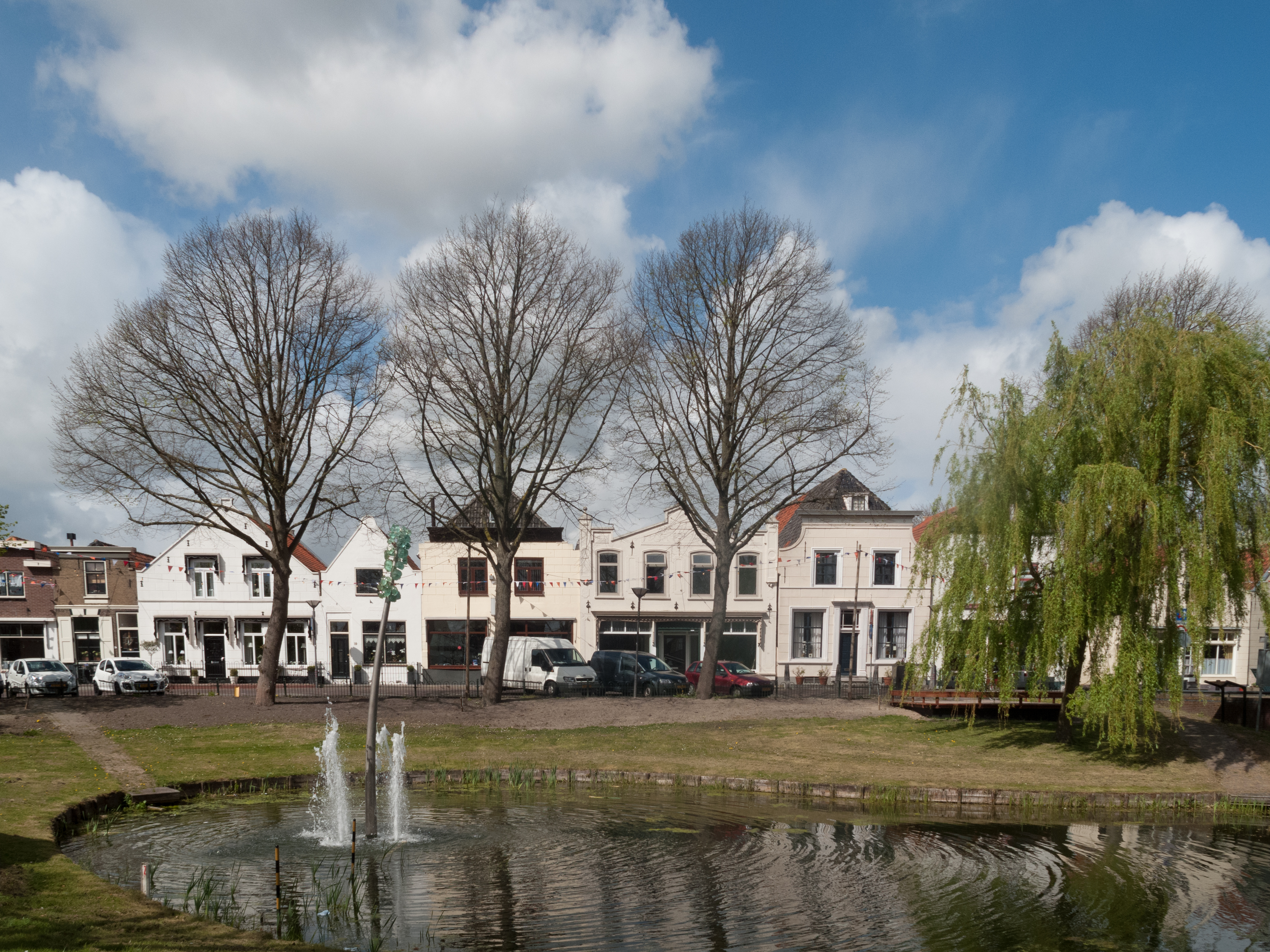
Zuidland, vue dans la rue: de Ring